# Бугульма
Бугульма́ (тат. Бөгелмә) — город в Республике Татарстан Российской Федерации. Административный центр Бугульминского района. Образует муниципальное образование город Бугульма со статусом городского поселения как единственный населённый пункт в его составе. Является одним из центров Южно-Татарстанской полицентрической агломерации.
Является промышленным, культурным и научным центром республики, входящим в территориально-производственный комплекс Юго-Восточной экономической зоны.
В 1781—1796 — уездный город Уфимского наместничества, в 1796—1850 — Оренбургской губернии, в 1850—1920 — Самарской губернии. С 1920 в составе Татарской АССР, центр Бугульминского кантона (1920-30), Бугульминского района (с 1930), Бугульминской области (1953).

## Этимология
Название от гидронима реки Бугульма. Гидроним происходит от татарского слова «бөгелмә» — «извилина, загиб, изгиб».

## Географическое положение
Расположен на юго-востоке Татарстана, в 300 км от Казани, в самом центре Бугульминско-Белебеевской возвышенности — восточной возвышенной части Русской (Восточно-Европейской) равнины. Находится в 1093 км от Москвы.

## История
Бугульминская слобода основана в 1736 году, названа по реке Бугульминка. В 2017 году историк-краевед С. В. Недобежкин предположил, что первое упоминание относится к 1521 году. В летописи села Старое Ермаково указано: «1521-1535 годах при ханах Сафа-Гирее и Мухаммед-Амине из племени Туйхужа его сын Асыл-хужа Хусаин получил ярлык на право владения землёй близ Бугульмы… по р. Сок». Первое упоминание о Бугульминской слободе относится к 1736 году, до этого именуемая Илмухаметовой. Слобода возникла на месте небольшой деревни. Развитие поселения связано с основанием Оренбургской крепости. Упоминается, что в 1743 г. «к селениям ямских татар были обмежёваны „по Новой Оренбургской дороге иноверцам пахотные земли, сенные покосы с лесы и со всеми угодьями“, в том числе д. Илмухаметево (2 ревизия) Бугульмы тож (ныне г. Бугульма) иноверцам Ишмухамету Иштерякову (19 чел.)». В слободе учреждена земская контора для управления инородческими и русскими волостями.
В учётных письменных источниках («Книга переписная … Оренбургского уезда… 1747 г.») жителями поселения «Илмухаметовой, Бугульма тож» указаны «иноверцы татар» и «ясашные татары».
В начале 1760-х гг. Бугульминская слобода стала центром новообразованного Бугульминского ведомства.
Город находился в центре Пугачёвского восстания, в те годы в районе Бугульминской слободы находилась штаб-квартира главнокомандующего правительственными войсками генерал-аншефа Бибикова.
23 декабря 1781 года указом Екатерины II получил статус уездного города Уфимского наместничества.

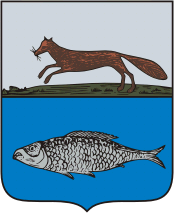
Герб Бугульмы (1782 год)

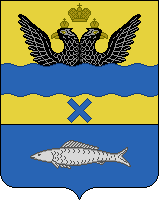
Герб Бугульмы (1839 год)

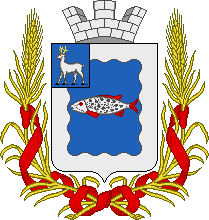
Герб Бугульмы (1865 год)

В 1781 году Бугульминская слобода получила статус уездного города, впоследствии находилась в разных административных субъектах: вначале город был частью Уфимского наместничества, с 1796 года в составе Оренбургской, с 1850 года — Самарской губерний. Город был центром Бугульминского уезда с 1781 года по 1920-е годы.
Бугульма являлась важным торговым центром и имела выгодное географическое положение, через неё проходили пути из Уфы и Оренбурга в Казань. В конце XIX века здесь действовали 3 ежегодные ярмарки, из которых Воздвиженская, проходившая с 14 по 26 сентября, была одной из крупнейших в Приуралье. На ярмарках продавали лошадей, рогатый скот, сырые кожи, бухарские товары, чай, верблюжье сукно, кожаные изделия и т. п..
По состоянию на 1890 год в городе было 5 церквей, 2 больницы, 3 учебных заведения, городской общественный банк, общественный сад, земская библиотека, почтово-телеграфная контора, примерно 40 заводов (гончарные, кирпичные, маслобойные и др.).
Национальный состав Бугульмы, согласно Всероссийской переписи населения 1897 года:
- русские — 47 %,
- башкиры — 30 %,
- татары — 15 %,
- другие национальности (в основном чуваши и мордва) — 8 %.

В 1911 году через Бугульму была проложена Волго-Бугульминская железная дорога.

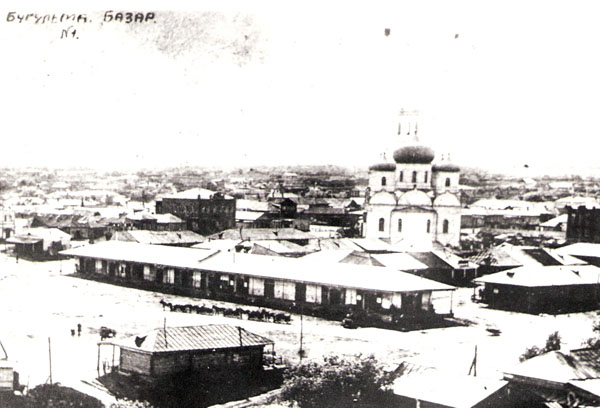
Ярмарка на центральной площади в конце XIX века

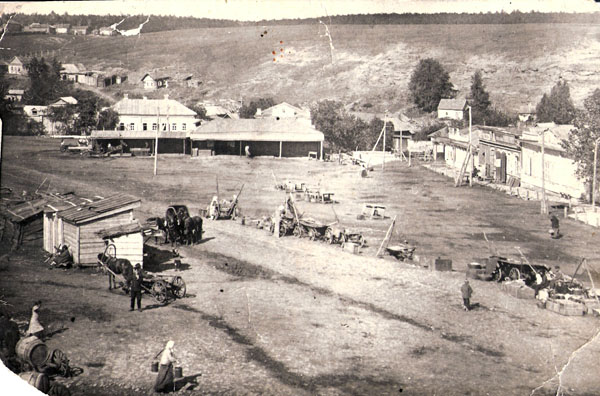
Центральная площадь в начале XX века

После революции принадлежность города к различным административным субъектам постоянно менялась. С 1920 года Бугульма была центром Бугульминского кантона Татарской АССР, с 10 августа 1930 года — центром Бугульминского района.
В начале Великой Отечественной войны, в августе 1941 года в городе была сформирована 352-я Оршанская Краснознамённая ордена Суворова стрелковая дивизия. На добровольные пожертвования бугульминцев была построена танковая колона «Комсомолец Татарии» и стратегический бомбардировщик Пе-8 «Бугульминский колхозник», который совершал боевые вылеты с мая 1944 года по май 1945 года.
В связи с открытием в 1948 году Ромашкинского месторождений нефти, город пережил второе рождение.
В 1950 году в Бугульме было создано объединение «Татнефть».
В начале 1950-х годов в Бугульме были сконцентрированы управления по разведке и добыче татарстанской нефти (ПО «Татнефть»), создан научный центр (ТатНИИ) и центр по транспортировке «чёрного золота» (УСЗМН). За короткое время население города увеличилось в десять раз. Долгое время, вплоть до конца 1960-х, город был вторым по населению и значению в республике после Казани.
7 октября 1952 года город Бугульма получил статус города областного подчинения.
С 21 февраля по 30 апреля 1953 года город был областным центром Бугульминской области.
В 1974 году Ленинградским государственным институтом проектирования городов был разработан первый генеральный план Бугульмы.
В 1970-е — 1990-е годы по нему шла застройка города, были построены здания спорткомплекса «Юность» (1975), здание ВНИИнефти (1979), гостиницы «Бугульма» (1981), дворца молодёжи (1994), дома престарелых (1997) и др.

## Награды
- За успехи в хозяйственном, культурном, социальном развитии город награждён орденом «Знак Почёта» (1982 год),
- Золотой медалью ЮНЕСКО «Пальмовая ветвь мира» (2001 год).
- Дипломом III степени, Всероссийского конкурса «Самый благоустроенный город России» среди городов с населением менее 100 тысяч человек в 2002 году.
- В 2004 году город награждён почетным дипломом Кабинета Министров РТ за сохранение архитектурно-исторического наследия, в 2005 г. — дипломом Кабинета Министров РТ «За активную работу по совершенствованию архитектурного облика».
- За успешную реализацию проекта «Чистая вода» в 2011 году Бугульма стала четвёртым городом России, включённым в Почётный список Организации Объединённых наций по Программе населённых пунктов (ООН-Хабитат).

## Население
В постсоветские годы наблюдался больший отток населения связанный с закрытием многих предприятий и заводов города: по переписи 2002 года — 93,01 тыс. человек, в 2006 году — 90,8 тысяч человек, по итогам переписи 2010 года около 89,2 тыс. человек, 2015 году было зарегистрировано 86 тысяч человек, в 2020 году численность проживающих составляет приблизительно 82 тыс. человек. Население Бугульмы составляет: русские — 63 %, татары — 29,1 %, мордва — 2,6 %, чуваши — 2,3 %, украинцы — 1,3 %, а также башкиры.
| 1856    | 1859    | 1890    | 1897    | 1910    | 1913    | 1926    | 1931    | 1939    | 1959    | 1967    |
| ------- | ------- | ------- | ------- | ------- | ------- | ------- | ------- | ------- | ------- | ------- |
| 3600    | ↗4641   | ↗12 895 | ↘7600   | ↗8282   | ↗8500   | ↗14 200 | ↗16 000 | ↗24 900 | ↗60 980 | ↗74 000 |
| 1970    | 1973    | 1976    | 1979    | 1982    | 1986    | 1987    | 1989    | 1992    | 1996    | 1998    |
| ↘72 449 | ↗77 000 | ↗78 000 | ↗80 460 | ↗83 000 | ↗87 000 | ↗88 000 | ↗89 589 | ↗91 100 | ↗93 700 | ↗94 200 |
| 2000    | 2001    | 2002    | 2003    | 2004    | 2005    | 2006    | 2007    | 2008    | 2009    | 2010    |
| ↘93 700 | ↘93 100 | ↘93 014 | ↘93 000 | ↘92 400 | ↘91 288 | ↘90 883 | ↘90 630 | ↘90 600 | ↘90 204 | ↘89 204 |
| 2011    | 2012    | 2013    | 2014    | 2015    | 2016    | 2017    | 2018    | 2019    | 2020    | 2021    |
| ↘89 042 | ↘88 317 | ↘87 689 | ↘87 193 | ↘86 747 | ↘86 085 | ↘85 476 | ↘84 522 | ↘83 536 | ↘82 488 | ↘81 677 |
| 2024    |         |         |         |         |         |         |         |         |         |         |
| ↘79 545 |         |         |         |         |         |         |         |         |         |         |

На 1 января 2025 года по численности населения город находился на 205-м месте из 1124 городов Российской Федерации.

## Климат
- Среднегодовая температура воздуха: +3,5 °C
- Относительная влажность воздуха:74,4 %
- Средняя скорость ветра: 4,2 м/с

| Показатель                            | Янв.  | Фев.  | Март | Апр. | Май  | Июнь | Июль | Авг. | Сен. | Окт. | Нояб. | Дек. | Год |
| ------------------------------------- | ----- | ----- | ---- | ---- | ---- | ---- | ---- | ---- | ---- | ---- | ----- | ---- | --- |
| Средняя температура, °C               | −11,5 | −11,1 | −5,3 | 4,7  | 12,3 | 17,3 | 18,8 | 16,2 | 10,9 | 3,6  | −5,2  | −10  | 3,5 |
| Источник: NASA. База данных RETScreen |       |       |      |      |      |      |      |      |      |      |       |      |     |

## Достопримечательности

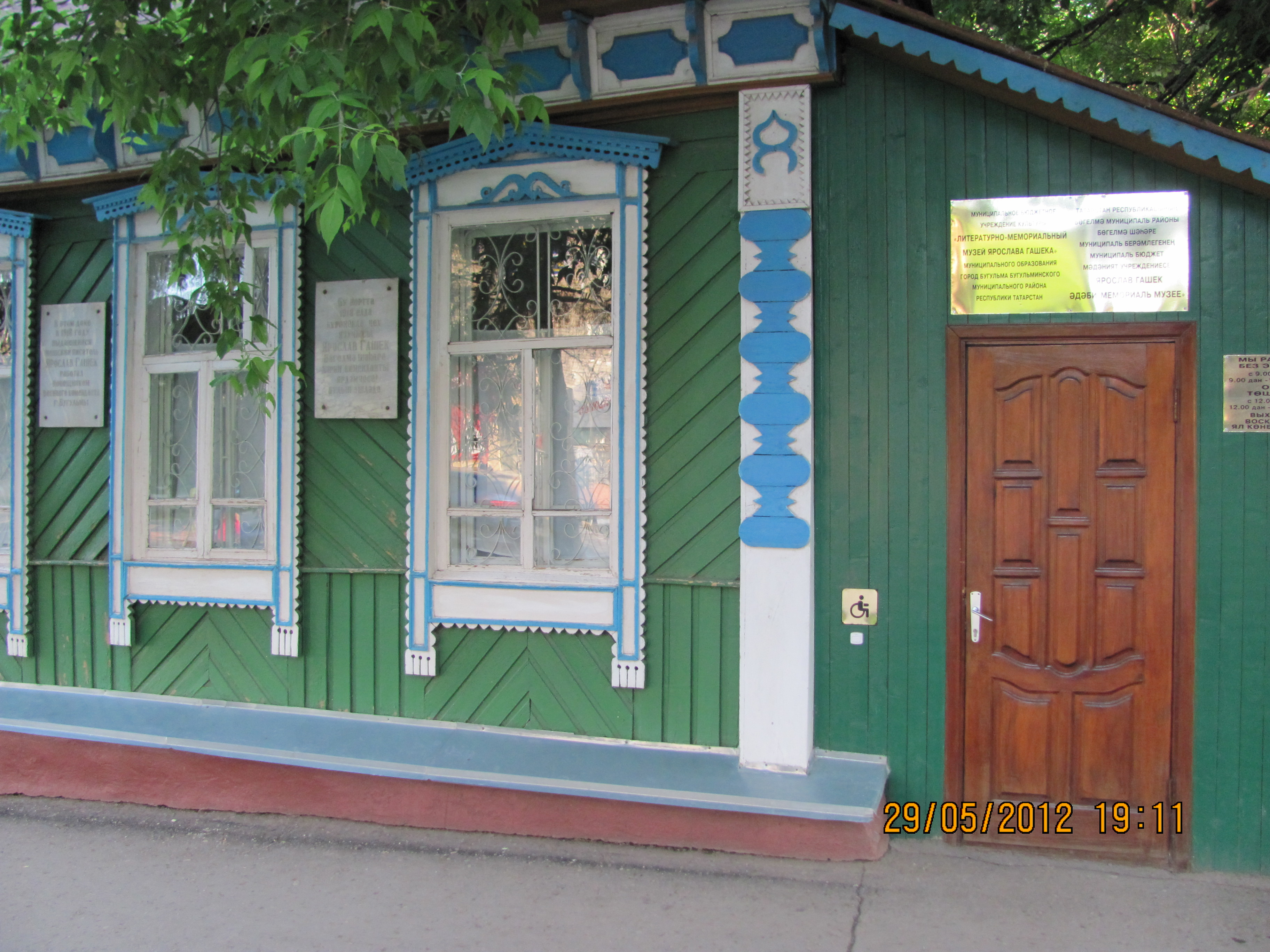
Единственный в России музей Ярослава Гашека

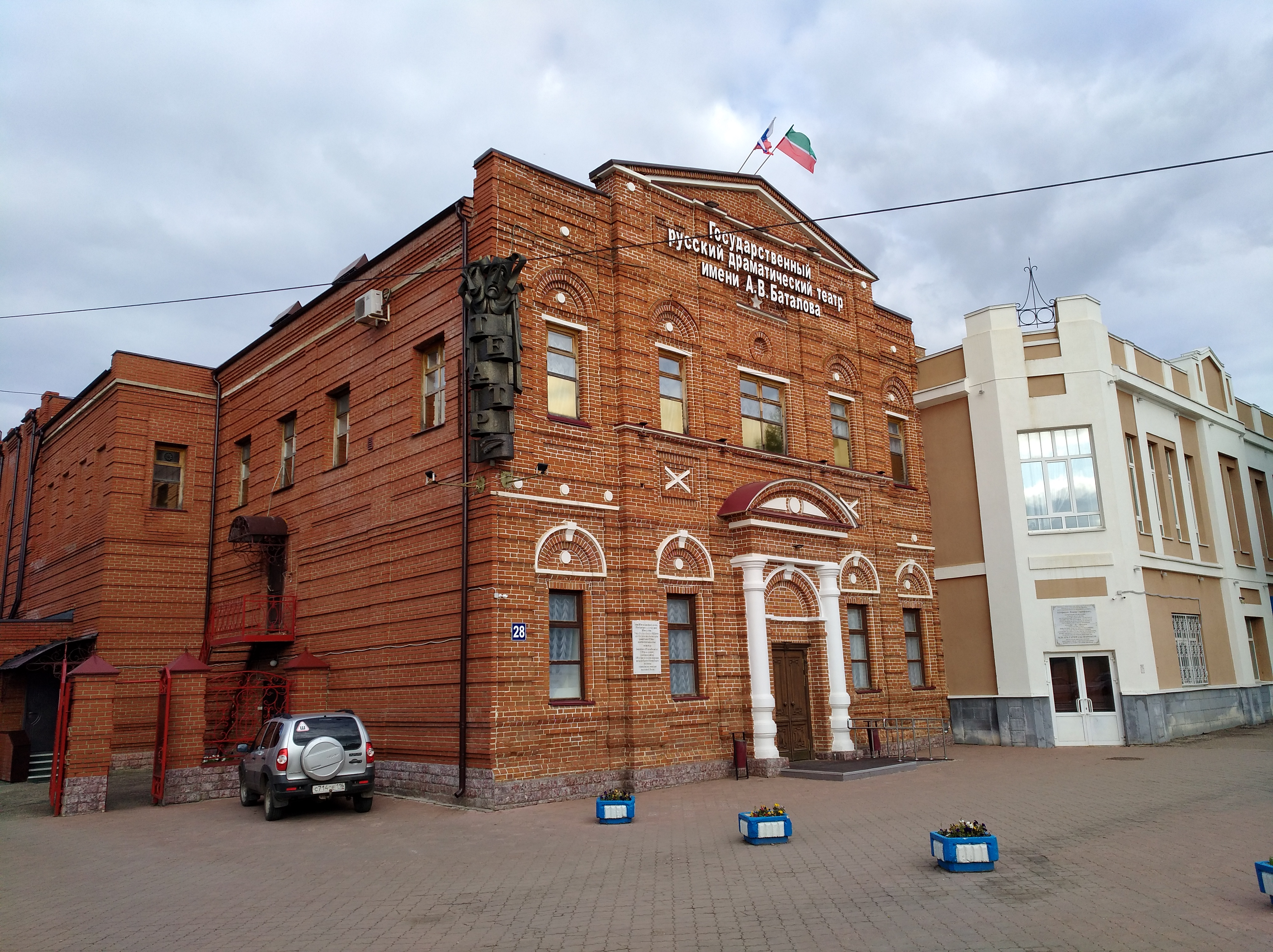
Бугульминский государственный русский драматический театр

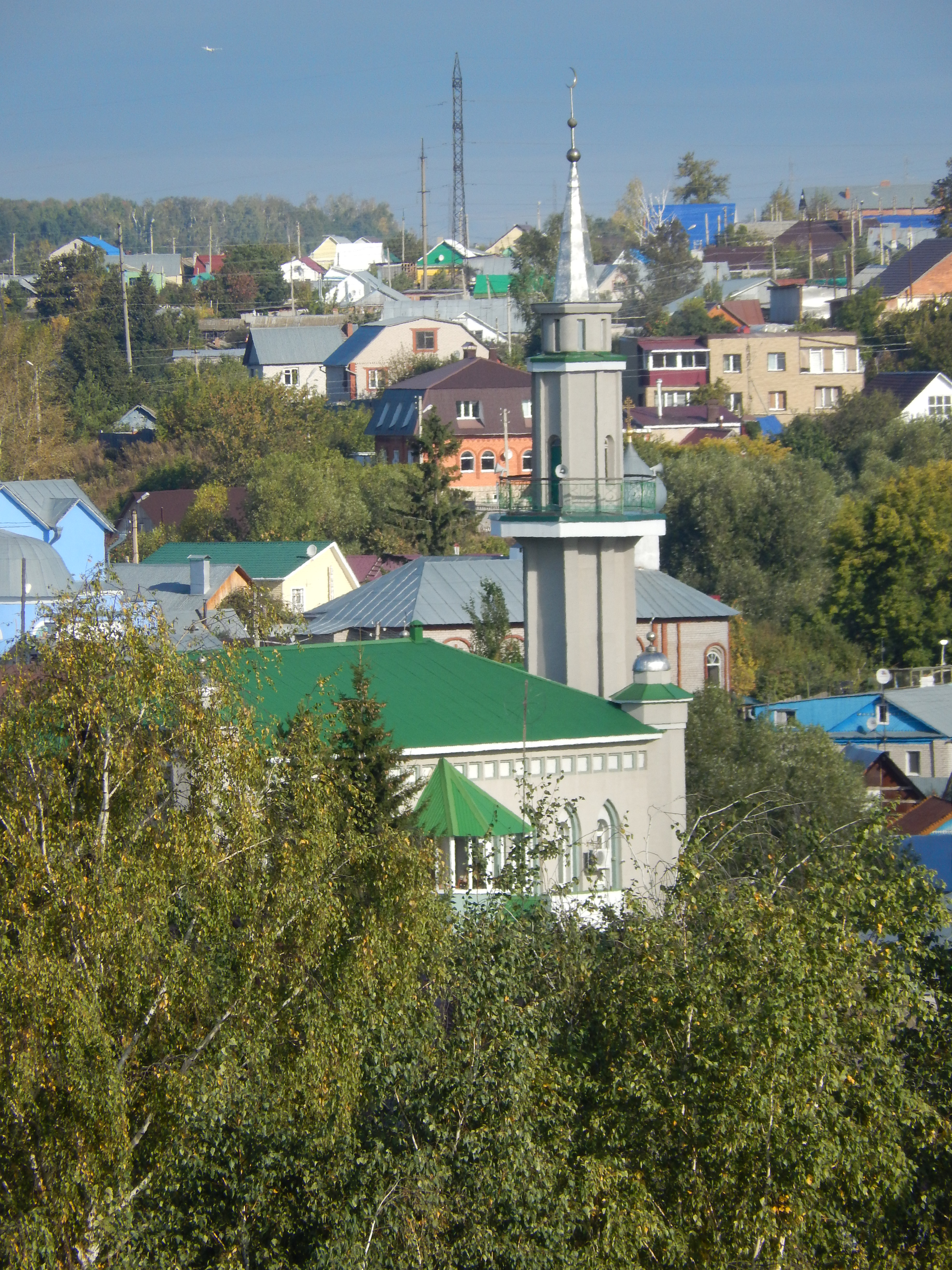
Центральная мечеть Бугульмы

- Бугульминский государственный русский драматический театр имени А. В. Баталова построен в 1897 году Бугульминским уездным комитетом как Народный дом с театральным залом на 350 мест. В начале 1899 года комитет хлопотал перед театральной комиссией в обустройстве городского театра-чайной. В годы Великой Отечественной войны театром руководила ученица К. С. Станиславского Н. А. Ольшевская. В Бугульму она была эвакуирована вместе с сыном А. В. Баталовым. Здесь он начинал как актёр, а в 2008 г. театру присвоено его имя.
- Доходный дом купца Ш. Л. Хакимова — дом с куполом и шпилем на крыше, ставший визитной карточкой города. Построен в XIX веке купцом Хакимовым. В советское время здесь располагался галантерейный магазин и кинотеатр «Заря», в настоящее время находится центр татарской культуры.
- Бугульминский краеведческий музей.
- Литературно-мемориальный музей Ярослава Гашека (знаменитый чехословацкий писатель в Гражданскую войну, в 1918 г. был красным военным комендантом Бугульмы, о чём оставил красочные воспоминания).
- Памятник Ярославу Гашеку.
- Памятник бравому солдату Швейку.
- Мемориал Вечной Славы и самолёт-бомбардировщик Пе-2
- Памятник трактору «Фордзон».
- Мемориальный комплекс и обелиск 352-й Оршанской дивизии.
- Паровоз-памятник Л-1765 (Л-9669) установлен 27 августа 2011 г. в честь 100-летия станции Бугульма и открытия движения на Волжско-Бугульминской железной дороге.
- Аллея героев на которой установлены бюсты Героев Советского Союза — уроженцев Бугульмы и Бугульминского района.
- Памятник Владимиру Ленину на одноимённой площади.
- Памятник 200-летию Бугульмы на вокзальном повороте.

## Экономика
Объём отгружённых товаров собственного производства, выполнено работ и услуг собственными силами по обрабатывающим производствам за 2013 год 34,9 млрд рублей.(105 % — 33,4 млрд.руб. к уровню 2012 года). В городе расположена крупнейшая нефтесервисная компания России ТНГ-Групп.

## Транспорт
Автомобильное сообщение осуществляется по дорогам
- Р239 Казань — Оренбург — граница с Республикой Казахстан,
- Бугульма — Уральск,
- Бугульма — Азнакаево,
- Бугульма — Лениногорск,

Железнодорожное сообщение осуществляется через станцию Бугульма Куйбышевской железной дороги.
Воздушное сообщение осуществляется через аэропорт Бугульма. До января 2015 года перевозки осуществляла авиакомпания «Ак Барс Аэро». Сейчас перевозки осуществляет авиакомпания «ЮВТ Аэро» в Москву, Сочи, Сургут, и Нижневартовск.
Городской транспорт представлен двенадцатью автобусными маршрутами, охватывающими почти все части города, в том числе ближайшие населённые пункты Подлесный, Прогресс, Березовка, Малая Бугульма и Забугоровка.

## Наука
- ТатНИПИнефть (Татарстанский научно-исследовательский и проектный институт нефти) ПАО «Татнефть».
- Региональный научно-технологический центр Урало-Поволжья (ПАО «ВНИИнефти»).
- Научно-производственное предприятие «ГКС» (филиал Казанского предприятия, созданного на базе технопарка «Идея»).

## Спорт
В городе имеются футбольные команды «Бугульма-Рунако» и «Энергетик», участвующие в чемпионате Республики Татарстан.

## Религия
Христианство
На территории современного города до революции 1917 года существовал Бугульминский Казанско-Богородицкий монастырь и два собора, оба из которых не сохранились до наших дней: Собор Николая Чудотворца, построенный в 1866 году, и Богородицкий собор имени Казанской Иконы Божией Матери, построенный в 1783 году.
- Церковь Казанской иконы Божией Матери.
- Храм преподобного Серафима Саровского.
- Церковь Рождества Иоанна Предтечи.
- Храм святого великомученика Георгия Победоносца.

Ислам
В городе действует несколько исламских учреждений и мечетей.
- Центральная мечеть.
- Мечеть Гаухар (в переводе — «бриллиант; драгоценный камень, жемчужина») — выполнена в сочетании традиционных и инновационных подходов к архитектуре и художественному оформлению[50].
- Мечеть Ирхам.
- Мечеть Ислам Нуры.

## Памятники и мемориалы

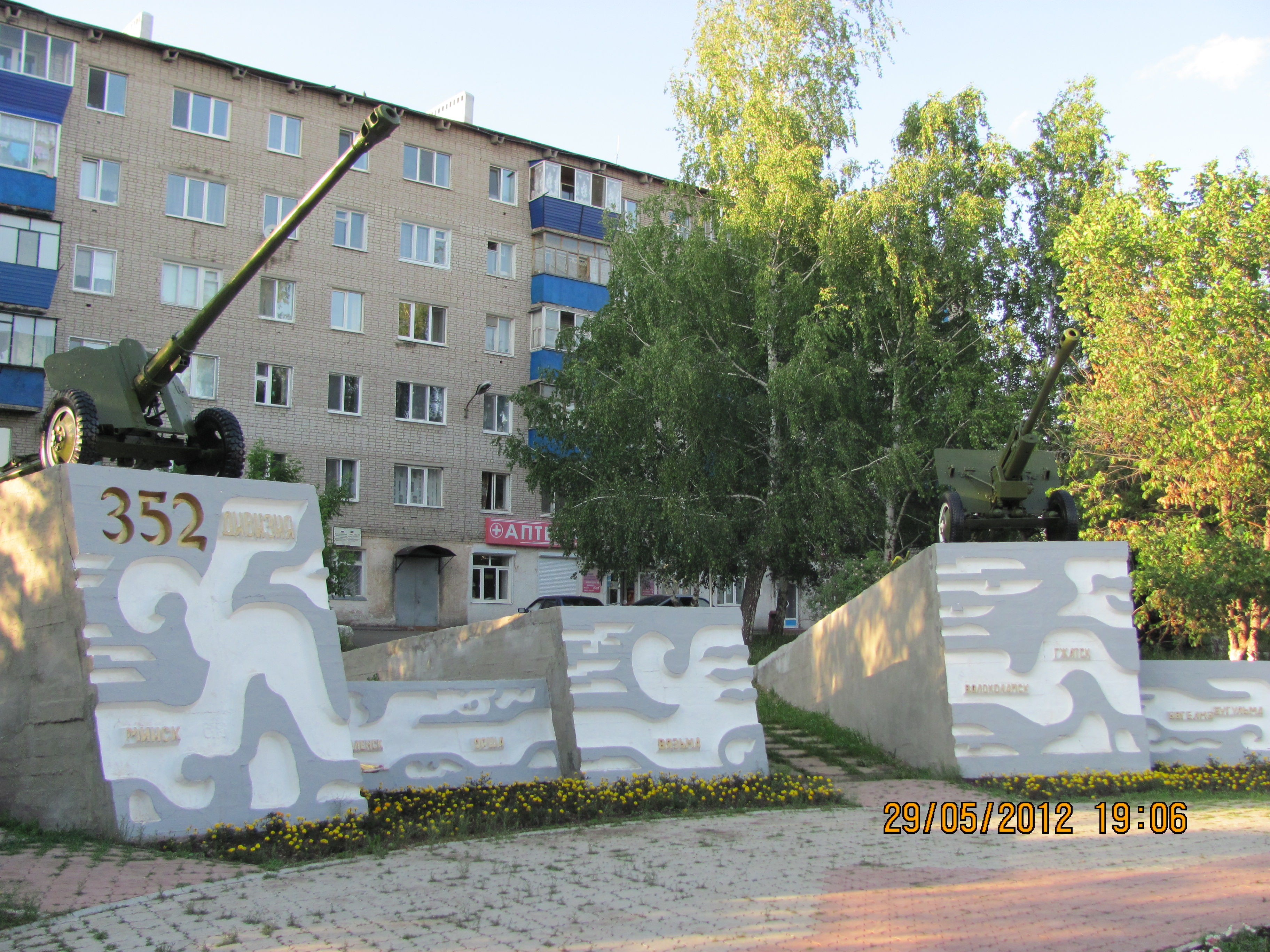
Мемориал 352-й Оршанской дивизии
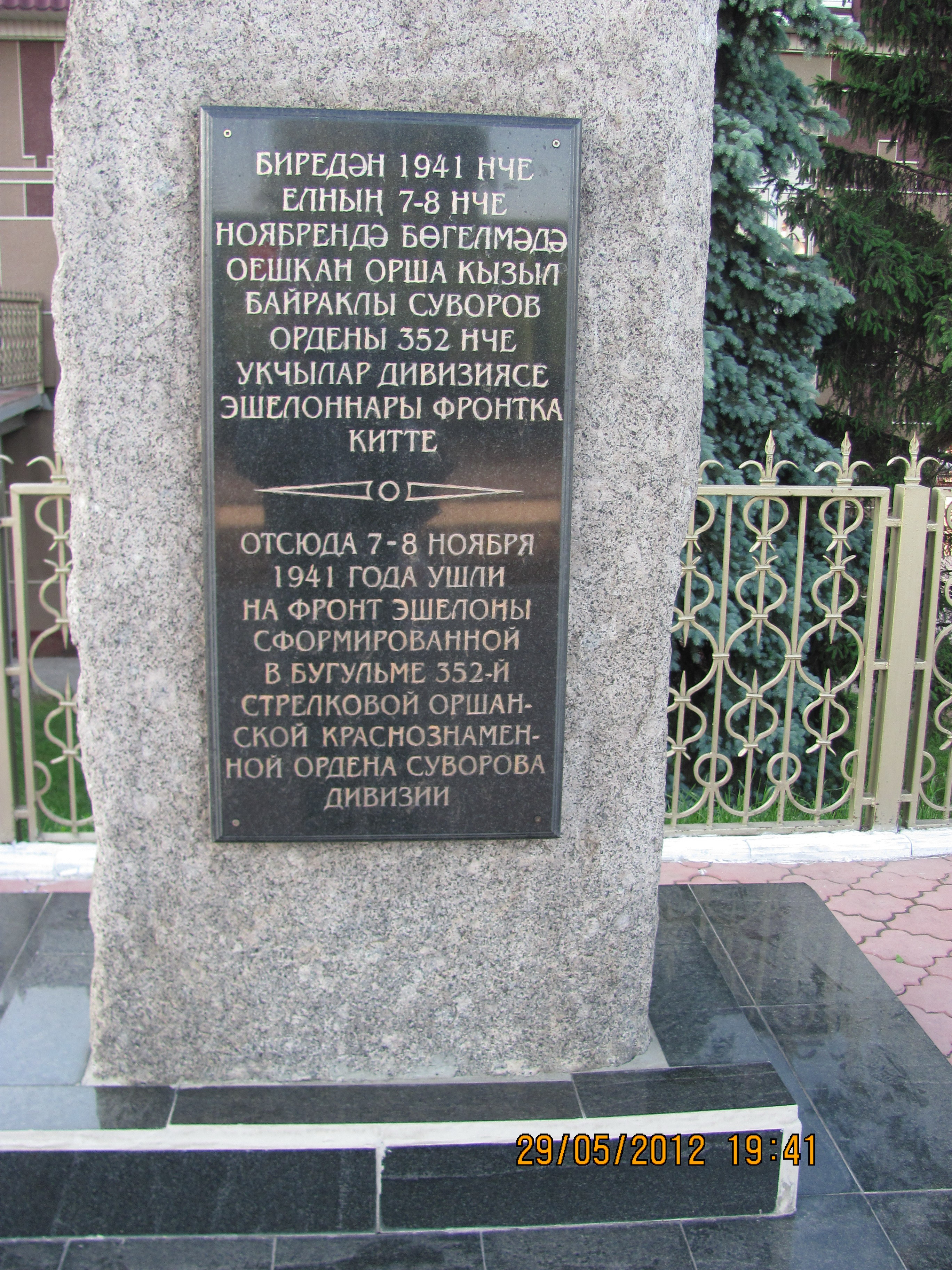
Обелиск 352-й Оршанской дивизии
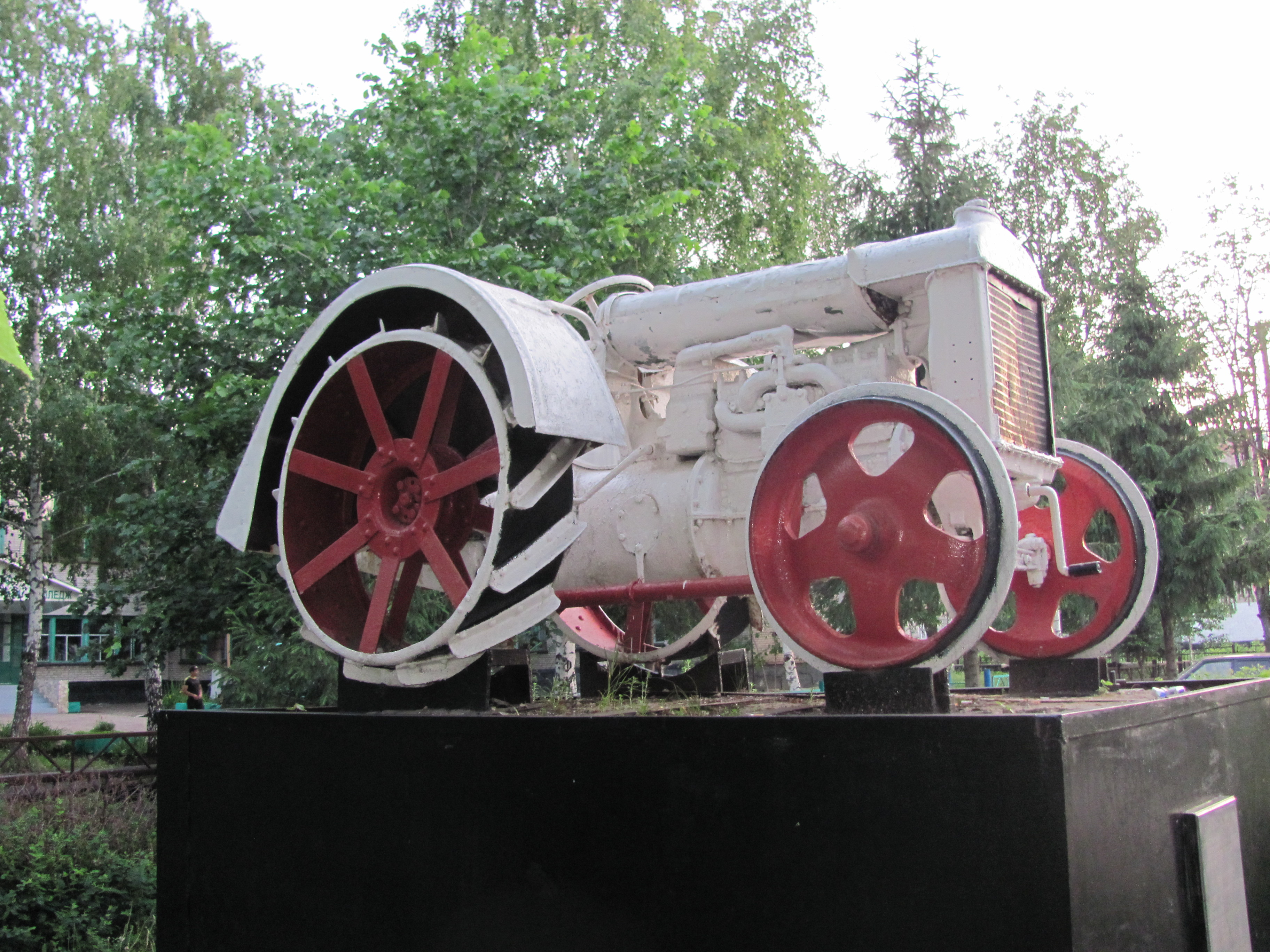
Трактор «Фордзон» завода «Красный Путиловец». 1923 г.
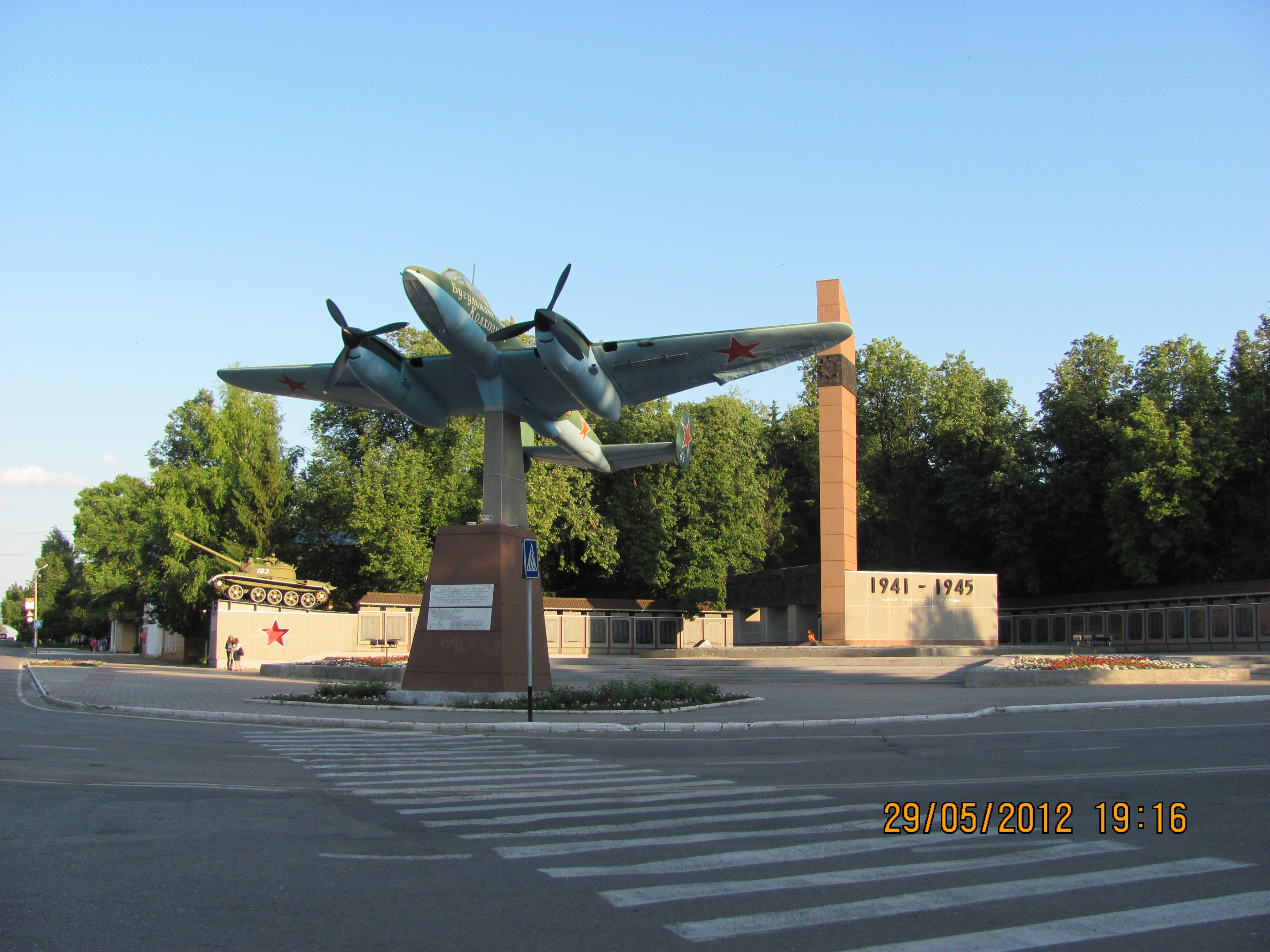
Мемориальный комплекс Великой Отечественной войны
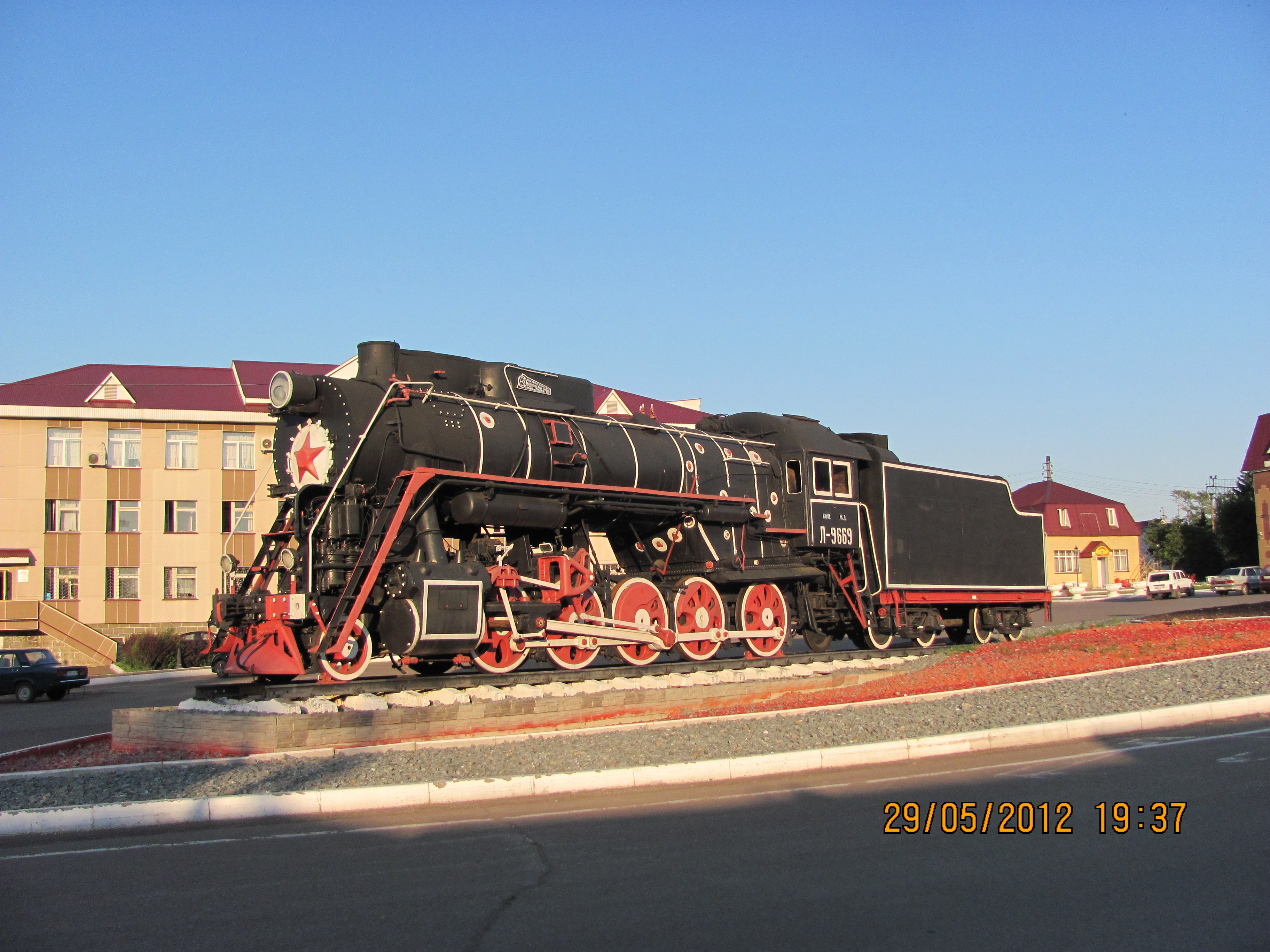
Паровоз-памятник на Привокзальной площади

## Связь и Интернет
Услуги связи в Бугульме предоставляют ведущие российские операторы — МТС, Tele2, Yota, Мегафон, Билайн, а также Ростелеком и региональный Летай.
Услуги домашнего Интернета и телевидения предоставляют такие операторы, как Таттелеком (ADSL, ETTH, FTTH) и МТС (ETTH).

## Известные люди, связанные с Бугульмой
- Баталов Алексей Владимирович † — советский и российский актёр театра и кино, кинорежиссёр, сценарист и общественный деятель, народный артист СССР.
- Кадышева Надежда Никитична — российская певица, солистка ансамбля «Золотое кольцо», народная артистка России, народная артистка Мордовии, заслуженная артистка Республики Татарстан.
- Алсу — российская певица, заслуженная артистка Республики Татарстан, народная артистка Республики Татарстан.
- Колесников Николай Алексеевич — советский тяжелоатлет, заслуженный мастер спорта СССР, чемпион олимпийских игр 1976 года.
- Данилова Ольга Валерьевна — российская лыжница, двукратная олимпийская чемпионка, четырёхкратная чемпионка мира.
- Жданов Василий Николаевич † — советский военачальник, генерал-полковник авиации.
- Левитан Александр Матвеевич † — советский архитектор и театральный художник, заслуженный художник РСФСР.
- Осипов Евграф Алексеевич † — русский врач, один из активных деятелей земской медицины и основоположников российской санитарной статистики.
- Сапожников Григорий Степанович † — российский и советский военный лётчик-ас.
- Рыжиков Сергей Николаевич — российский космонавт-испытатель отряда космонавтов Роскосмоса.
- Гашек Ярослав † — чешский писатель, автор романа «Похождения бравого солдата Швейка».

## В литературе
- Бугульма упоминается в книге Иосифа Раскина «Записки Бродячего Врача», в рассказе «Бугульма и гений»[51].
- Чешский писатель Ярослав Гашек написал книгу «Бугульминские рассказы», в которой отражены события революционных лет и гражданской войны.
- Драматургом Алексеем Житковским написана пьеса «Космос», действие которой происходит в Бугульме.

## Города-побратимы
| Страна | Город-побратим | Год установления связи |
| ------ | -------------- | ---------------------- |
| Турция | Айдын          | 2007                   |